# 李福 (成漢)
李福（?—?），中国五胡十六国时代成汉皇帝李寿的弟弟，李骧的儿子。
347年二月，东晋桓温的部队抵达青衣。成汉皇帝李势大举出兵，派叔父右卫将军李福、堂兄镇南将军李权、前将军昝坚等人率领兵众，从山阳开赴合水。李福进军攻打彭模，孙盛等人奋力反击，赶跑了李福。之后桓温进军成都，李势投降，成汉灭亡。